# Domènec Alberich Olivé
Domènec Alberich Olivé (Reus 13 de març de 1890 - Reus? segle xx) va ser un pedagog català.
Era fill de Domènec Alberich Vilella, emblanquinador, que va ser regidor a l'ajuntament de Reus, i de Maria Olivé Raset, tots dos de Reus. Va estudiar magisteri a l'Escola Normal de Tarragona i l'any 1916 era professor numerari de Geografia a l'Escola Normal de Cadis. No va deixar els seus contactes amb Reus, ja que des de l'any 1919 al 1924 era col·laborador del setmanari reusenc El Consecuente, que defensava les idees del Partit Republicà Radical, partit al que va estar afiliat.
L'any 1921 va residir a Terol, ciutat on el 1922 va ser regidor i on havia anat a viure per haver guanyat una càtedra a l'Escola Normal de la ciutat. L'any 1923 va assistir com a delegat al Congrés d'Història del Regne d'Aragó, Catalunya i València que es va celebrar a la capital valenciana. L'any 1933, per concurs de mèrits van ser nomenats professors de l'Escola Normal de Sant Sebastià, ell com a titular de la càtedra de Paidologia, i la seva dona Maria Rivas Ayús titular de la càtedra d'Història.
Afiliat a Izquierda Republicana als inicis de la Guerra Civil, va tenir responsabilitats a la Junta d'Abastos de la ciutat. L'any 1937, quan l'exèrcit franquista va ocupar el País Basc va poder fugir a França amb la seva dona i els seus tres fills, i després va passar a Barcelona, on el Govern de la Generalitat el va nomenar professor a l'Escola Normal. Cap al final de la Guerra va marxar a Madrid, i de nou a França, exiliat. Va tornar el 1940, va ser detingut i jutjat a Pamplona pel «Tribunal de Responsabilidades Políticas», que el va condemnar a una multa i el va inhabilitar per quatre anys.
L'any 1947 era professor a l'Escola Normal de Vitòria, i el 1960 es va jubilar. Va tornar a Reus, on sembla que va morir en data indeterminada.